# Extensão rural

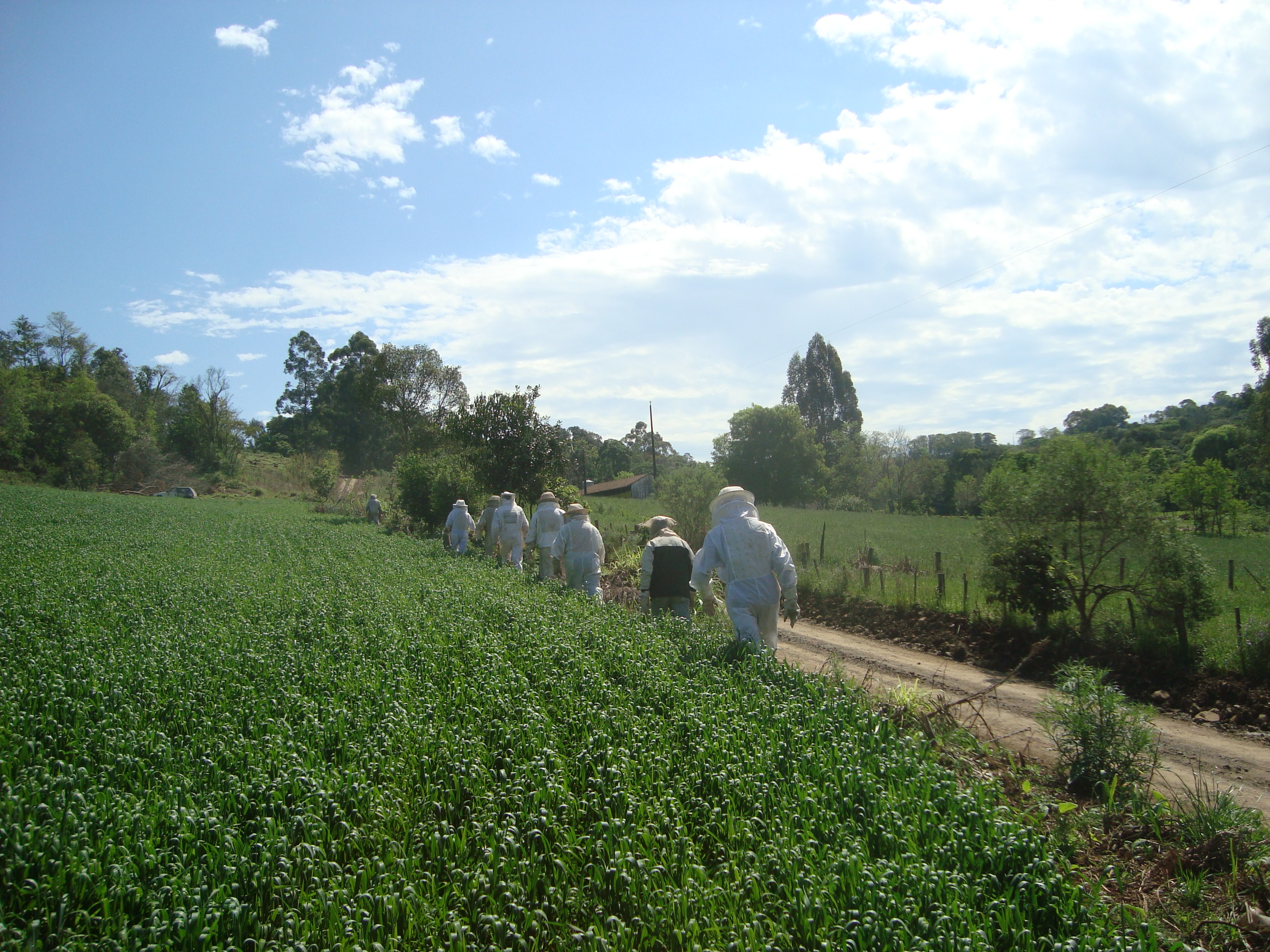
Assistência Técnica Rural prestada a um grupo de apicultores no Município de Cunha Porã por Extensionistas Rurais da Epagri

A extensão rural é um dos ramos das Ciências Agrárias que se ocupa em fornecer serviços de Educação Não Formal de caráter continuado para o meio rural e pesqueiro, auxiliando e promovendo processos de gestão, produção, beneficiamento e comercialização das atividades, bem como dos serviços agropecuários e não agropecuários, incluindo as atividades agroextrativistas, florestais e artesanais.
A extensão rural também é entendida como "um processo de educação extra-escolar, ou, não formal, cujo objetivo é contribuir para a elevação de qualidade de vida das famílias rurais e por via de consequência, para o bem-estar de toda a sociedade".
A assistência técnica fornecida a agricultores familiares é de relevante importância no processo de comunicação e de difusão de novas tecnologias geradas pela pesquisa (e eventualmente pelos próprios agricultores ou pelos serviços de extensão rural oficiais) que são essenciais aos desenvolvimento rural no seu mais amplo sentido, ou seja no desenvolvimento das atividades agropecuárias, florestais, de extrativismo e pesqueira.

## Comparação com assistência técnica
A importância da assistência técnica e da extensão rural na aproximação da tecnologia em direção da sociedade é inegável. Porém, além de parecidas, essas duas vertentes contém diferenças em pontos importantes, que as deixam bem distantes uma da outra. Na extensão rural é necessário que tenha uma ligação entre a pesquisa e o setor produtivo que, no caso, é o agricultor. O foco da extensão rural é levar à comunidade rural desde conhecimentos básicos (como pegar empréstimos em bancos, economia, etc.) até conhecimentos técnicos na área de agricultura, incluindo a tecnologia (materialização da ciência estudada). Consiste em ficar certo de que o pequeno agricultor saberá como administrar sua terra e sua renda, e cria uma independência para que, caso ocorra algum problema, o agricultor e sua família saibam como resolvê-lo sem grandes problemas e sem necessitar de um assistente técnico constantemente. É uma medida educativa que visa o melhoramento da produção e renda e, consequentemente, qualidade de vida da família rural. A assistência técnica cria uma certa dependência do pequeno agricultor. Ela visa resolver problemas imediatos, com maior objetividade, mas não tem a intenção maior de repassar o conhecimento para a família rural. É uma forma de utilizar a tecnologia de forma técnica, mas com caráter individual.

## Brasil

### Histórico no Brasil
As origens históricas dos serviços de extensão rural não oficiais no Brasil remontam ao início do século XX, com a institucionalização dos cursos de Ciências Agrárias em nível superior (Agronomia) ou em nível técnico (Técnico em Agropecuária). A criação institucional dos serviços, porém, só se dá a partir da década de 50, com a criação nos estados de entidades chamadas associações de crédito e assistência rural (ACAR), na época coordenadas pela Associação Brasileira de Crédito e Assistência Rural (ABCAR), criada em 21 de junho de 1956. Estas instituições eram entidades civis, sem fins lucrativos, que prestavam serviços de extensão rural e elaboração de projetos técnicos para obtenção de crédito rural junto aos agentes financeiros.
O modo de ação das das ACARs foi inspirado no modelo utilizado nos Estados Unidos da América, já que sofreu bastante irtervenção de organizações oriundas daquele país, mas distintamente daquela realidade, no Brasil os serviços não eram realizados pelas Universidades, mas sim pelas Associações recentemente criadas.
Ao longo do tempo, nos Estados, foram surgindo mais Associações

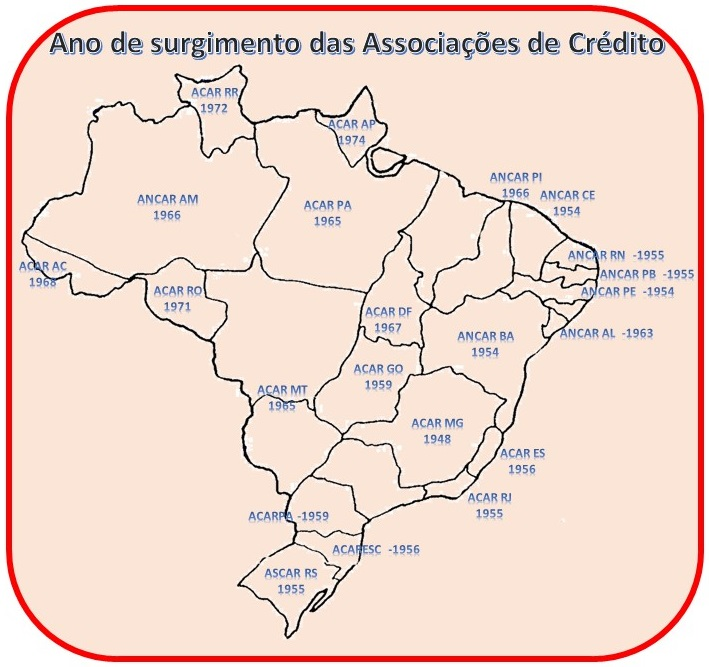
Mapa do Brasil com o ano de Surgimento das Associações de Crédito no Brasil

### Entidades brasileiras

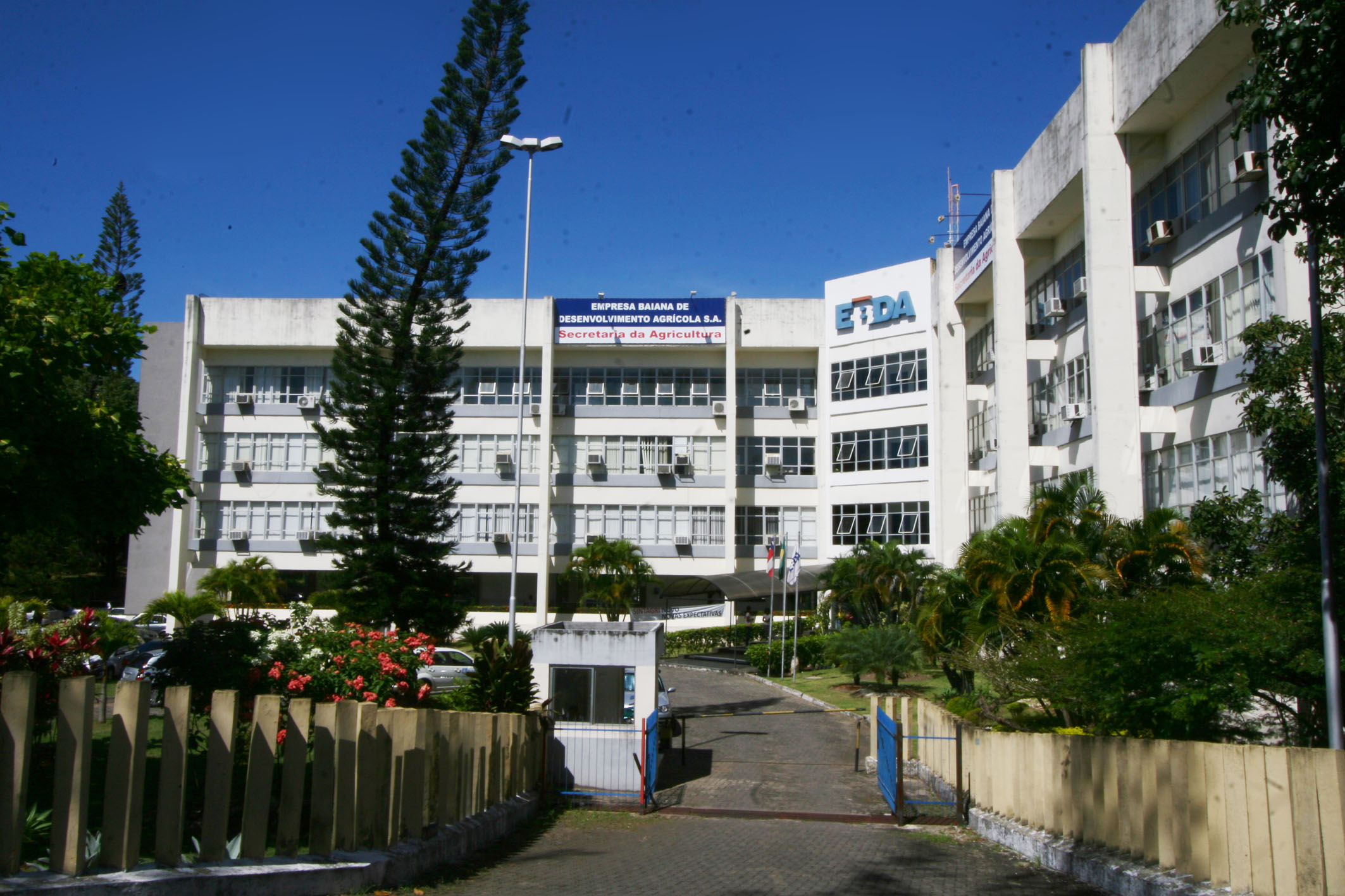
Sede da Empresa Baiana de Desenvolvimento Agrícola (EBDA), órgão do governo estadual.

A extensão rural Brasileira está organizada por entidades estaduais, vinculadas aos governos estaduais de formas distintas. Todas estas entidades estão vinculadas à ASBRAER (Associação Brasileira das Entidades Estaduais de Assistência Técnica e Extensão Rural) como forma de integração e para defesa da extensão rural Oficial, assegurando a inserção da Assistência Técnica Oficial e da extensão rural na agenda nacional, visando um modelo de desenvolvimento ambientalmente sustentável, economicamente viável e socialmente justo, visando garantir o futuro das próximas gerações .
Todos os Estados da Federação possuem, em maior ou menor grau de organização e alcance, um órgão estadual de extensão rural e Assistência Técnica. Estes órgãos são voltados prioritariamente ao atendimento de agricultores familiares, sem no entanto deixar de atender o público mais consolidado no sentido de apresentar soluções e alternativas para o desenvolvimento rural de modo mais sustentável. As entidades estaduais que atuam na área são as seguintes:
- Acre: EMATER-AC
- Alagoas: EMATER AL
- Amapá: RURAP
- Amazonas: IDAM
- Bahia: BAHIATER
- Ceará: EMATER CE
- Distrito Federal: EMATER DF
- Espírito Santo: INCAPER
- Goiás: EMATER GO
- Maranhão: AGERP
- Mato Grosso: EMPAER
- Mato Grosso do Sul: AGRAER
- Minas Gerais: EMATER-MG
- Paraíba: EMATER PB
- Pernambuco: IPA
- Rondônia: EMATER RO
- Roraima: DATER
- Pará: EMATER PA
- Paraná: EMATER PR
- Piauí: EMATER PI
- Rio de Janeiro: EMATER RJ
- Rio Grande do Norte: EMATER RN
- Rio Grande do Sul: EMATER RS
- São Paulo: CATI
- Santa Catarina: EPAGRI
- Sergipe: EMDAGRO
- Tocantins: RURALTINS

### Legislação brasileira
O Ensino agronômico no Brasil foi regulamentado pelo Decreto 8.319, de 20 de outubro de 1910 e traz no seu conteúdo diversos artigos que tratam detalhadamente de atribuições relacionadas à Assistência Técnica e extensão rural a produtores rurais, destacando-se entre estes o Capítulo XL, que trata de cursos ambulantes de agricultura, cuja finalidade, descrita no artigo 359 era "a instrucção profissional dos agricultores que, por circumstancias especiaes estão privados de recorrer aos cursos regulares dos estabelecimentos de ensino agricola, o Capítulo XLII que tratou acerca das Consultorias Agrícolas, o Capítulo XLIII que tratava das Conferências Agrícolas e o O Capítulo XLVII tratava da criação de Campos de Demonstração, cuja finalidade descrita no artigo 410 era divulgar os conhecimentos praticos, adquiridos em experimentações anteriores, tendo em vista o augmento de producção agrícola.
Posteriormente, vários decretos e leis se seguiram a isto, mas a primeira ação institucional ligada diretamente à extensão rural propriamente dita foi o Decreto Lei Nº 7.449, de 9 de abril de 1945, promulgado pelo Presidente Getúlio Vargas, que dispunha sobre a organização da vida rural e se constituía numa tentativo do Estado em tutelar o processo de organização dos agricultores, visto que obrigava a cada município da Federação a possuir uma Associação Rural e determinava que  as associações teriam como sede as Casas Rurais e que seriam também órgãos técnicos consultivos dos governos municipal, estadual e federal.
Efetivamente, a institucionalização do serviço oficial de Assistência Técnica e extensão rural ocorreu nas décadas de 50 e 60, com a criação das Associações de Crédito e extensão rural (ACAR), motivadas principalmente por organizações internacionais. Surge também a EMBRATER, que coordenava os trabalhos de extensão rural e que posteriormente veio a ser extinta pela Lei Nº 8.029, de 12 de abril de 1990.
Cada estado da federação, com seu órgão oficial de extensão rural e assistência técnica possui uma legislação específica para tratar da criação, manutenção, organização e finalidade da Entidade. Algumas são ligadas à administração direta e outras não o são, podendo ser estas, Empresas públicas, Institutos ou Associações.
Em 11 de janeiro de 2010 foi instituida a lei 12.188 para Política Nacional de Assistência Técnica e Extensão Rural para a Agricultura Familiar e Reforma Agrária - PNATER e o Programa Nacional de Assistência Técnica e Extensão Rural na Agricultura Familiar e na Reforma Agrária - PRONATER e alterou a Lei no 8.666, de 21 de junho de 1993. Que pode ser acessada pelo seguinte link https://www.planalto.gov.br/ccivil_03/_ato2007-2010/2010/lei/l12188.htm.

## Áreas de atuação

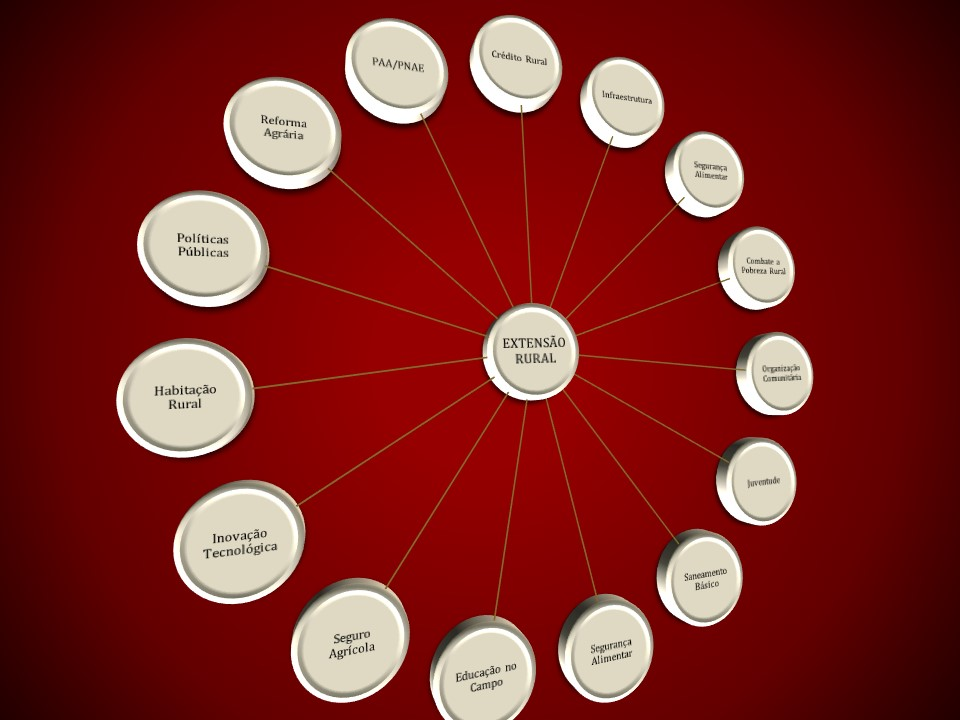
Esquema contendo as áreas de atuação da Extensão Rural

A extensão rural é desenvolvida por profissionais das ciências agrárias e também profissionais das ciências humanas e sociais[14], ciências da natureza, etc., sendo estes denominados extensionistas rurais ou, em alguns casos, técnicos de desenvolvimento rural. Este profissional é definido como "Indivíduo que trabalha como consultor técnico na área da extensão rural (ex.: a equipe é composta por investigadores, extensionistas e agricultores)". De modo mais amplo, pode-se afirmar que a extensão rural é em si uma política pública, e que é função do extensionista rural desenvolver não só a política da Extensão Rural, mas atuar também com todas as demais políticas públicas oficiais no sentido de promover o desenvolvimento sustentável no meio rural. Para melhor definir, algumas áreas de atuação são:
- Operar as políticas públicas oficiais de todas as esferas de governo;
- Orientar os agricultores, especialmente os familiares, e suas organizações em seus sistemas de produção buscando a sustentabilidade e geração de renda, visando a competitividade nas suas atividades, permitindo a que as famílias tenham vida digna e de qualidade;
- Promover ações que visem a melhoria do meio ambiente, tais como a proteção de mananciais, a conservação do solo e da água, o destino adequado de resíduos, a utilização (ou não) de agrotóxicos de maneira correta e a sustentabilidade ambiental como um todo;
- Direcionar no processo de aquisição de técnicas de cultivo sustentáveis e com tecnologia que permita ganhos de lucratividade e produtividade;
- Promover o saneamento básico e apoiar demais estratégias de saúde no meio rural;
- Incentivar o empoderamento de famílias e indivíduos com base na sua relação com as dinâmicas produtivas do seu contexto local.
- Apoiar processos de valorização e promoção das questões culturais e identitárias de grupos sociais do campo, como os povos e comunidades tradicionais, como meio de preservação do seu modo de vida.